# Реймонд (Міннесота)
Реймонд (англ. Raymond) — місто (англ. city) в США, в окрузі Кендійогі штату Міннесота. Населення — 782 особи (2020).

## Географія
Реймонд розташований за координатами 45°1′5″ пн. ш. 95°14′10″ зх. д. / 45.01806° пн. ш. 95.23611° зх. д. (45.017931, -95.236094).  За даними Бюро перепису населення США в 2010 році місто мало площу 2,28 км², уся площа — суходіл. В 2017 році площа становила 2,39 км², уся площа — суходіл.

## Демографія
Згідно з переписом 2010 року, у місті мешкали 764 особи в 307 домогосподарствах у складі 212 родин. Густота населення становила 335 осіб/км².  Було 336 помешкань (148/км²).
Расовий склад населення:
| - 97,1 % — білих - 0,4 % — чорних або афроамериканців - 0,1 % — корінних американців - 1,3 % — осіб інших рас |

До двох чи більше рас належало 1,0 %. Частка іспаномовних становила 4,7 % від усіх жителів.
За віковим діапазоном населення розподілялося таким чином: 29,2 % — особи молодші 18 років, 56,8 % — особи у віці 18—64 років, 14,0 % — особи у віці 65 років та старші. Медіана віку мешканця становила 36,1 року. На 100 осіб жіночої статі у місті припадало 100,0 чоловіків;  на 100 жінок у віці від 18 років та старших — 96,7 чоловіків також старших 18 років.
Середній дохід на одне домашнє господарство  становив 50 459 доларів США (медіана — 41 071), а середній дохід на одну сім'ю — 62 457 доларів (медіана — 56 875). За межею бідності перебувало 15,5 % осіб, у тому числі 28,9 % дітей у віці до 18 років та 9,8 % осіб у віці 65 років та старших.
Цивільне працевлаштоване населення становило 320 осіб. Основні галузі зайнятості: освіта, охорона здоров'я та соціальна допомога — 30,3 %, роздрібна торгівля — 17,8 %, виробництво — 15,9 %.